# Département de Huilliches
Le département de Huilliches est une des 16 subdivisions de la province de Neuquén, en Argentine. Son chef-lieu est la ville de Junín de los Andes.
Le département a une superficie de 4 012 km2. Sa population s'élevait à 12 700 habitants en 2001. Selon les estimations de l'INDEC argentin, en 2005, il comptait 13 785 habitants.

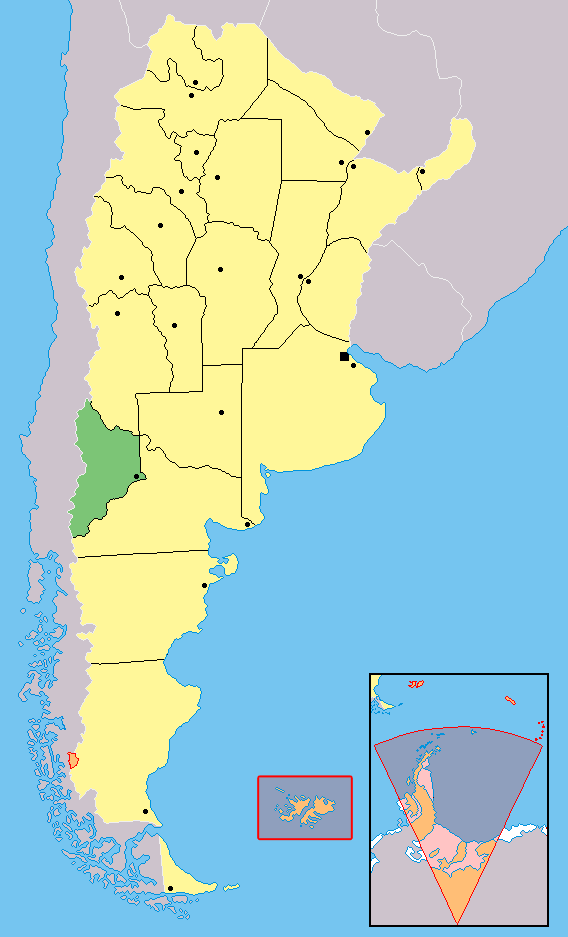
Localisation de la province de Neuquén en Argentine